# Малая Каменка (приток Северского Донца)
Ма́лая Ка́менка — река в России, протекает по Ростовской области. Устье реки находится в 203 км по правому берегу реки Северский Донец. Длина реки составляет 27 км, площадь водосборного бассейна — 202 км².

## Данные водного реестра
По данным государственного водного реестра России относится к Донскому бассейновому округу, водохозяйственный участок реки — Северский Донец от границы РФ с Украиной до впадения реки Калитва, речной подбассейн реки — Северский Донец (российская часть бассейна). Речной бассейн реки — Дон (российская часть бассейна).
Код объекта в государственном водном реестре — 05010400512107000013853.